# پارک ملی نامیب-نوکلوفت

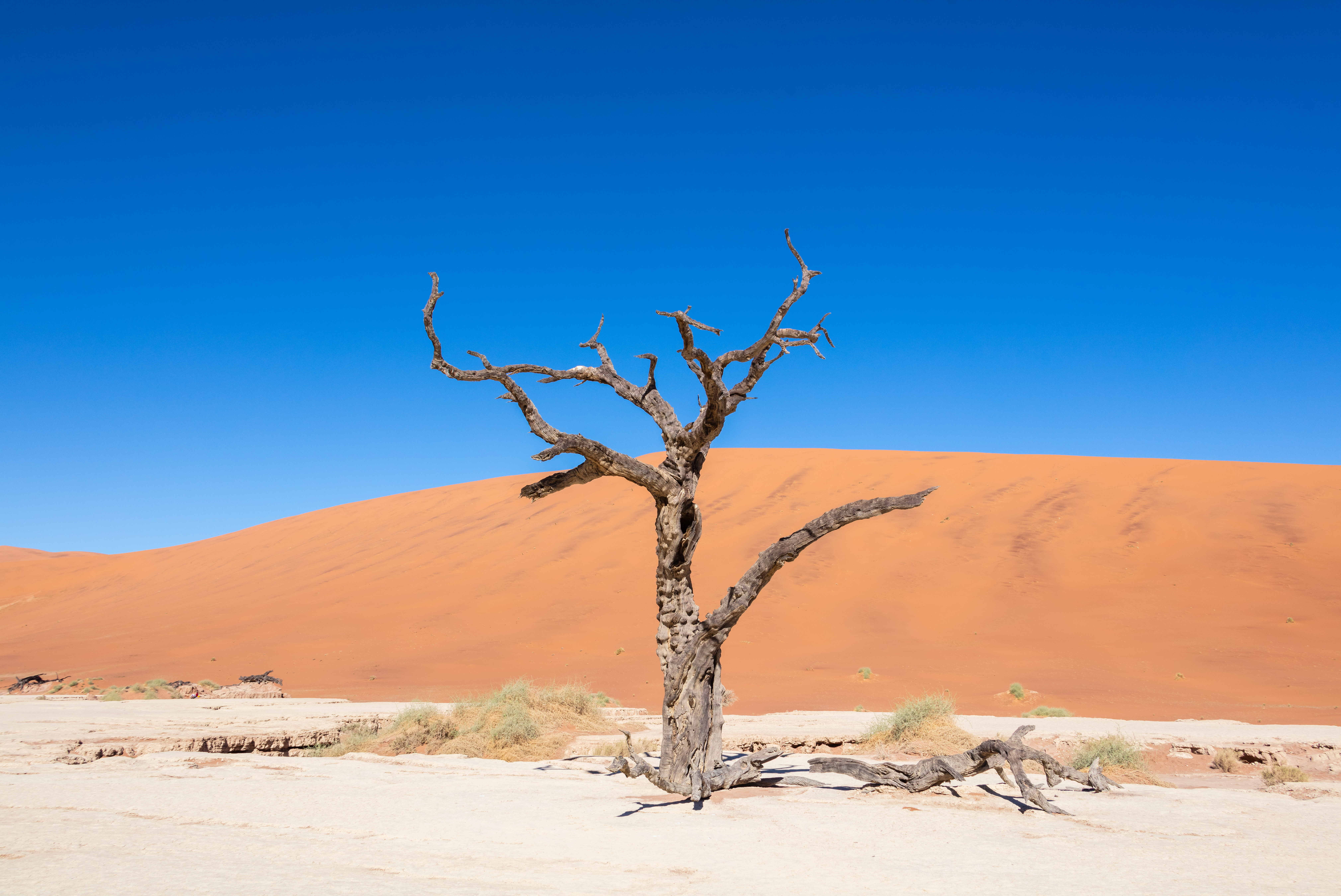
نگاره‌ای از کَفهٔ رُسی موسوم به ددفلی در پارک ملی نامیب-نوکلوفت در نامیبیا.

پارک نامیب-نوکلوفت (انگلیسی: Namib-Naukluft National Park) در نامیبیا (قدیمی‌ترین بیابان) و در دامنه Naukluft کوهستان است. صحرای نامیب بزرگ‌ترین پارک تفریحی در آفریقا و چهارمین پارک بزرگ در جهان است. این پارک اصلی‌ترین جاذبه گردشگری در نامیبیا است.